# جين ديسيتي
جان ديسيتي هو عالم أعصاب أمريكي فرنسي متخصص في علم الأعصاب التنموي ، وعلم الأعصاب العاطفي ، وعلم الأعصاب الاجتماعي . تركز أبحاثه على الآليات النفسية والعصبية التي تدعم الإدراك الاجتماعي ، وخاصة اتخاذ القرارات الاجتماعية، والتعاطف ، والتفكير الأخلاقي ، والإيثار ، والسلوك الاجتماعي ، والعلاقات الشخصية بشكل عام. وهو أستاذ الخدمة المتميزة إيرفينج ب. هاريس في جامعة شيكاغو .

## خلفية
حصل جان ديسيتي على ثلاث درجات ماجستير متقدمة في عام 1985 ( علم الأعصاب )، وفي عام 1986 ( علم النفس المعرفي )، وفي عام 1987 (علم الهندسة الطبية الحيوية ) وحصل على درجة الدكتوراه في عام 1989 ( علم الأعصاب - الطب ) من جامعة كلود برنارد . بعد حصوله على الدكتوراه، عمل كباحث ما بعد الدكتوراه في مستشفى لوند (السويد) في قسم علم وظائف الأعصاب ، ثم في مستشفى كارولينسكا ، ستوكهولم (السويد) في قسمي علم وظائف الأعصاب والأشعة العصبية . ثم انضم إلى المعهد الوطني للبحوث الطبية ( INSERM ) في ليون (فرنسا) حتى عام 2001.
يشغل ديسيتي حاليًا منصب أستاذ في جامعة شيكاغو وكلية الطب ، مع تعيينات في قسم علم النفس، وقسم الطب النفسي وعلم الأعصاب السلوكي. وهو مدير مختبر علم الأعصاب الإدراكي الاجتماعي، وChild NeuroSuite. ديسيتي عضو في لجنة علوم الأعصاب الحاسوبية ومركز علوم الأعصاب التكاملية والهندسة العصبية. في عام 2022، تم انتخاب ديسيتي كعضو في الأكاديمية الأوروبية ، وهي أكاديمية أوروبية للعلوم الإنسانية والآداب والقانون والعلوم، في قسم علم وظائف الأعضاء وعلم الأعصاب . 

## الأنشطة التحريرية
عمل ديسيتي كمؤسس ورئيس تحرير مجلة Social Neuroscience بين عامي 2006 و2012، وهو عضو في مجالس تحرير مجلة Development and Psychopathology ، والمجلة الأوروبية لعلم الأعصاب ، والمجلة العلمية العالمية، ومجلة Frontiers in Emotion Science ، ومجلة Neuropsychologia . مع زميله جون كاسيوبو ، لعب ديسيتي دورًا فعالًا في إنشاء جمعية العلوم العصبية الاجتماعية في عام 2010.

## المحاكاة العقلية للأفعال
المحاكاة العقلية، والمعروفة أيضًا باسم التصور الحركي ، أو الممارسة العقلية، أو التمرين العقلي، تشير إلى القدرة المعرفية البشرية على تخيل القيام بعمل أو سلوك معين ومحاكاة النتيجة المحتملة قبل التصرف. لقد كان جزءًا من تدريب النخبة الرياضية لفترة طويلة. يستخدم الرياضيون الأولمبيون الصور كوسيلة تدريب عقلي. وقد أظهرت الأبحاث التي أجراها ديستي باستخدام الفيزياء النفسية ، والتصوير العصبي الوظيفي ، وإثارة المنعكس الهيستيري ، بالإضافة إلى مقاييس الجهاز العصبي اللاإرادي ، أن تخيل فعل ما ينشط تمثيلات عصبية مماثلة لتلك التي قد يتم إشراكها من خلال القيام بنفس الفعل. على سبيل المثال، فإن زيادة معدل ضربات القلب ومعدل التنفس تتناسب طرديًا مع مستوى الجهد العقلي لدى الرياضيين الذين يتخيلون الجري على جهاز المشي بسرعات مختلفة. يرتبط تخيل القيام بعمل ما بتنشيط المنطقة الحركية التكميلية ، والقشرة الجدارية ، والقشرة الحسية الجسدية ، والمخيخ ، وهي مناطق الدماغ المشاركة في التحكم الحركي . وقد تم تفسير هذه النتائج مجتمعة على أنها دليل على التكافؤ الوظيفي بين الخيال وإنتاج الفعل، إلى الحد الذي يشتركان فيه في نفس التمثيلات الحركية التي تدعمها نفس الركيزة العصبية الفسيولوجية. تم بعد ذلك توسيع هذا الإطار النظري ليشمل التعاطف وبعض جوانب الإدراك الاجتماعي .

## التعاطف والتفكير الأخلاقي والسلوك الاجتماعي
يدرس ديسيتي الآليات العصبية والنفسية التي توجه عملية اتخاذ القرار الاجتماعي، والتفكير الأخلاقي ، والتعاطف والحساسية للعدالة ، فضلاً عن كيفية تطور هذه القدرات لدى الأطفال، وتشكلها تجارب الحياة وديناميكيات المجموعة . يجري ديسيتي أبحاثًا حول جوانب مختلفة من التعاطف ، بما في ذلك أصوله التطورية، وتطوره لدى الأطفال الصغار، بالإضافة إلى كيفية تعديل التعاطف من خلال البيئة الاجتماعية والعلاقات الشخصية .
يبحث ديسيتي في تطور السلوك الأخلاقي والكرم والعدالة التوزيعية لدى الأطفال في جنوب شرق آسيا وأوروبا والشرق الأوسط وأمريكا الشمالية والجنوبية وجنوب إفريقيا. ويزعم أن التعاطف ليس بالضرورة طريقًا مباشرًا للسلوك الأخلاقي، وأنه قد يؤدي إلى سلوك غير أخلاقي. إن التأثير الذي تمارسه التعاطف والعدالة على بعضهما البعض معقد، والتعاطف يمكن أن يؤدي إلى التحيز ويهدد مبادئ العدالة.
استنادًا إلى الأبحاث التجريبية التي تجمع بين التصوير العصبي الوظيفي ( التصوير بالرنين المغناطيسي الوظيفي وتخطيط كهربية الدماغ ) وعلم النفس التنموي والاختلافات الفردية في سمات الشخصية، يزعم ديسيتي أنه من أجل تعزيز العدالة ، قد يكون من الأكثر فعالية تشجيع اتخاذ المنظور والتفكير المنطقي بدلاً من التأكيد على المشاركة العاطفية مع مصيبة الآخرين.
يعتقد ديسيتي أن القدرة على التعرف على ما يمر به فرد آخر وتجربته بشكل غير مباشر كانت خطوة رئيسية إلى الأمام في تطور السلوك الاجتماعي، وفي نهاية المطاف، الأخلاق.  إن عدم القدرة على الشعور بالتعاطف هي إحدى السمات المميزة للاعتلال النفسي ، ويبدو أن هذا يدعم وجهة نظر ديستي.  
في حين أن التعاطف يلعب دورًا مهمًا في تحفيز الاهتمام بالآخرين وتوجيه السلوك الأخلاقي، إلا أن أبحاث ديسيتي تُظهر أن هذا الأمر بعيد كل البعد عن كونه منهجيًا أو بغض النظر عن الهوية الاجتماعية للأهداف والعلاقات الشخصية والسياق الاجتماعي. يقترح أن الاهتمام التعاطفي ( الرحمة ) قد تطور لصالح الأقارب وأعضاء المجموعة الاجتماعية الخاصة، ويمكن أن يؤدي إلى تحيز عملية صنع القرار الاجتماعي من خلال تقييم فرد واحد على مجموعة من الآخرين، وهذا يمكن أن يتعارض بشكل مباشر مع مبادئ العدالة والإنصاف .
في الآونة الأخيرة، وبالاعتماد على الأبحاث التجريبية في نظرية التطور ، وعلم النفس التنموي ، وعلم الأعصاب الاجتماعي ، والاعتلال النفسي، زعم جان ديسيتي أن التعاطف والأخلاق لا يتعارضان بشكل منهجي مع بعضهما البعض، ولا يكملان بعضهما البعض بالضرورة.  

## التعاطف والاعتلال النفسي
إن الافتقار إلى التعاطف هو السمة المميزة للاعتلال النفسي . ونتيجة لذلك، يقوم ديسيتي بالتحقيق في المعالجة الاجتماعية والعاطفية غير النمطية والحكم الأخلاقي لدى مرضى الاعتلال النفسي الشرعي باستخدام ماسح التصوير بالرنين المغناطيسي المتنقل، لأنهم يوفرون نموذجًا طبيعيًا يتم فيه تغيير العمليات العاطفية والانتباهية، مما يتيح تحديد التأثيرات اللاحقة، بما في ذلك المدى الذي يكون فيه التعاطف مدخلاً حاسمًا للرعاية. يُظهر عمله أنه كلما ارتفع مستوى الاعتلال النفسي، قل النشاط العصبي في القشرة الجبهية الأمامية البطنية استجابةً لإدراك الأذى بين الأشخاص بالإضافة إلى تعبيرات الألم الجسدي والعاطفي. تُنسب إلى هذه المنطقة وظائف مختلفة تتعلق بالتقييم وتنظيم التأثير والإدراك الاجتماعي .

## القناعة الأخلاقية
بدأ ديسيتي خطًا جديدًا من التحقيق في توصيف الآليات العصبية لما يسميه "الجانب المظلم للأخلاق"، وعلى وجه الخصوص، دور القناعة الأخلاقية في تبرير العنف . في حين أن العنف يوصف في كثير من الأحيان بأنه مناقض للمجتمع، إلا أنه يمكن أن يكون مدفوعًا بقيم أخلاقية بهدف نهائي يتمثل في تنظيم العلاقات الاجتماعية، كما يتضح من عمل آلان فيسك . في الواقع، يبدو أن معظم أعمال العنف في العالم متجذرة في الصراع بين القيم الأخلاقية.

## التطور الأخلاقي عبر الثقافات
لفهم كيفية ظهور الأخلاق من التفاعل بين الاستعدادات الفطرية، التي تشكلت من خلال التطور والمدخلات من البيئات الثقافية المحلية، يجري ديسيتي أبحاثًا تجريبية حول تطور الإدراك الأخلاقي وعلاقته بالسلوك الاجتماعي في مختلف البلدان باستخدام ألعاب الاقتصاد السلوكي .
جمعت دراسة أولى مقاييس الوضع الاجتماعي والاقتصادي ، والوظائف التنفيذية ، والمشاركة العاطفية، والتعاطف ، ونظرية العقل ، والحكم الأخلاقي في التنبؤ بالإيثار لدى الأطفال من سن 5 إلى 12 عامًا في خمسة مجتمعات واسعة النطاق: كندا، والصين، وتركيا، وجنوب إفريقيا، والولايات المتحدة. تظهر النتائج أن العمر والجنس والوضع الاجتماعي والاقتصادي والعمليات المعرفية (الوظيفة التنفيذية ونظرية العقل)، ولكن ليس التعاطف، كانت أفضل مؤشر على كرم الأطفال في لعبة تخصيص الموارد المكلفة. تتوافق هذه النتائج بشكل جيد مع الأدبيات المتنامية التي تشير إلى أن النظرية المتقدمة للعقل والأداء التنفيذي تعزز السلوك الأخلاقي.
وبحثت دراسة ثانية مدى دمج المعايير الاجتماعية في اعتبارات العدالة وكيف تؤثر على التفضيلات الاجتماعية فيما يتعلق بالمساواة والإنصاف في عينة كبيرة من الأطفال في الأرجنتين وكندا وتشيلي والصين وكولومبيا وكوبا والأردن والمكسيك والنرويج وجنوب أفريقيا وتايوان وتركيا والولايات المتحدة. كشفت عملية اتخاذ القرارات الاجتماعية في ألعاب العدالة التوزيعية عن تحولات تنموية عالمية من قرارات التوزيع القائمة على المساواة إلى قرارات التوزيع القائمة على الإنصاف عبر الثقافات. ومع ذلك، فإن الاختلافات في مستويات الفردية والجماعية بين البلدان، المصنفة حسب مقياس هوفستيد ، تنبأت بالعمر والمدى الذي يفضل فيه الأطفال المساواة للمستفيدين المختلفين من حيث الثروة والجدارة والمعاناة الجسدية لإثارة التعاطف . أيد الأطفال من الثقافات الأكثر فردية التوزيع العادل بدرجة أكبر من الأطفال من الثقافات الأكثر جماعية عندما اختلف المستفيدون فيما يتعلق بالثروة والجدارة. كما أن الأطفال من الثقافات الأكثر فردية فضلوا التوزيع العادل في سن مبكرة مقارنة بالأطفال من الثقافات الأكثر جماعية بشكل عام. توفر هذه النتائج رؤى حول النظريات التي تفترض أن العدالة هي قضية أخلاقية عالمية، وأن البشر يفضلون بشكل طبيعي التوزيع العادل، وليس التوزيع المتساوي. وهم يشيرون إلى نقاط مشتركة في تطور مفاهيم العدالة والتفضيلات لدى الأطفال عبر الثقافات المتنوعة. ومع ذلك، يبدو أن التعلم الاجتماعي داخل ثقافة معينة يؤثر على بعض جوانب السلوك الاجتماعي والاهتمام بالمساواة.

## الخلافات
في عام ٢٠١٥، نشرت ديسيتي دراسةً تناولت الدين والأخلاق لدى الأطفال، وخلصت إلى أن "أطفال الأسر التي تُعرّف نفسها بإحدى الديانتين العالميتين الرئيسيتين (المسيحية والإسلام) كانوا أقل إيثارًا من أطفال الأسر غير المتدينة". استخدمت الدراسة مقاييس سلوكية للميول العقابية عند تقييم الأذى بين الأشخاص، والحكم الأخلاقي ، والتعاطف ، والكرم ( لعبة الديكتاتور ) لدى ١١٥١ طفلًا تتراوح أعمارهم بين ٥ و١٢ عامًا، مأخوذين من ست دول (كندا، والصين، والأردن، وجنوب أفريقيا، وتركيا، والولايات المتحدة الأمريكية). وجد المؤلفون أن الأطفال من الأسر الدينية يعتقدون أن الأذى بين الأشخاص أكثر "شرًا" ويستحق عقوبة أشد من الأطفال غير المتدينين. وأفادوا أيضًا أن التدين كان له تأثير عكسي على إيثار الأطفال على الأقل عندما يتم توجيه الكرم تلقائيًا إلى مستفيد مجهول. حظيت الدراسة باهتمام واسع النطاق من قبل وسائل الإعلام الإخبارية ووسائل التواصل الاجتماعي، حيث استشهدت بها وسائل الإعلام كدليل على أن الأطفال المتدينين أكثر أنانية من نظرائهم العلمانيين.   
ومع ذلك، تراجع ديسيتي عن الدراسة، مشيرًا إلى خطأ في التحليل ألغى استنتاجات الدراسة بشأن التدين والإيثار.  وقد حدث هذا بعد أن قام عظيم ف. شريف بإعادة تحليل البيانات الأصلية للدراسة ولاحظ وجود خطأ في الدراسة الأصلية، حيث تم ترميز البلد كمتغير مستمر وليس متغيرًا تصنيفيًا. بعد تصحيح هذا الخطأ، كما كتب شريف، "يبدو أن معظم الارتباطات التي لاحظوها بالانتماء الديني ناتجة عن اختلافات بين الدول، مدفوعةً في المقام الأول بانخفاض مستويات الكرم في تركيا وجنوب أفريقيا. ومع ذلك، يبدو أن الأطفال من أسر شديدة التدين أقل كرمًا بقليل من أطفال الأسر المعتدلة التدين."  وقد صرّح ديسيتي قائلاً: "عندما أعدنا تحليل هذه البيانات لتصحيح هذا الخطأ، وجدنا أن بلد المنشأ، وليس الانتماء الديني، هو المتنبئ الرئيسي للعديد من النتائج." 

## الكتب المحررة
- الإدراك الاجتماعي: التطور عبر مدى الحياة (2017). جيسيكا أ. سومرفيل وجين ديسيتي (المحرران). نيويورك: روتليدج.
- الدماغ الأخلاقي: منظور متعدد التخصصات (2015). جين ديسيتي وثاليا ويتلي (المحرران). كمبريدج: مطبعة معهد ماساتشوستس للتكنولوجيا.
- آفاق جديدة في علم الأعصاب الاجتماعي (2014). جان ديسيتي وإيف كريستين (المحرران). برلين: سبرينغر.
- التعاطف - من المقعد إلى السرير (2012). جين ديسيتي (المحرر). كمبريدج: مطبعة معهد ماساتشوستس للتكنولوجيا، كامبريدج.
- دليل أكسفورد لعلم الأعصاب الاجتماعي (2011). جين ديسيتي وجون ت. كاسيوبو (المحرران). نيويورك: مطبعة جامعة أكسفورد.
- علم الأعصاب الاجتماعي للتعاطف (2009). جين ديسيتي وويليام إيكس (المحرران). كمبريدج: مطبعة معهد ماساتشوستس للتكنولوجيا، كامبريدج.
- الحساسية الشخصية: دخول عوالم الآخرين (2007). جين ديسيتي و سي. دانيال باتسون (المحرران). هوف: مطبعة علم النفس.

## روابط خارجية
- الصفحة الرئيسية لجمعية علوم الأعصاب الاجتماعية
- أخبار جامعة شيكاغو
- جناح طب الأعصاب للأطفال بجامعة شيكاغو
- إنشاء جمعية لعلم الأعصاب الاجتماعي
- جمعية جديدة لعلم الأعصاب الاجتماعي